# Marcha das Nações do Leste Asiático

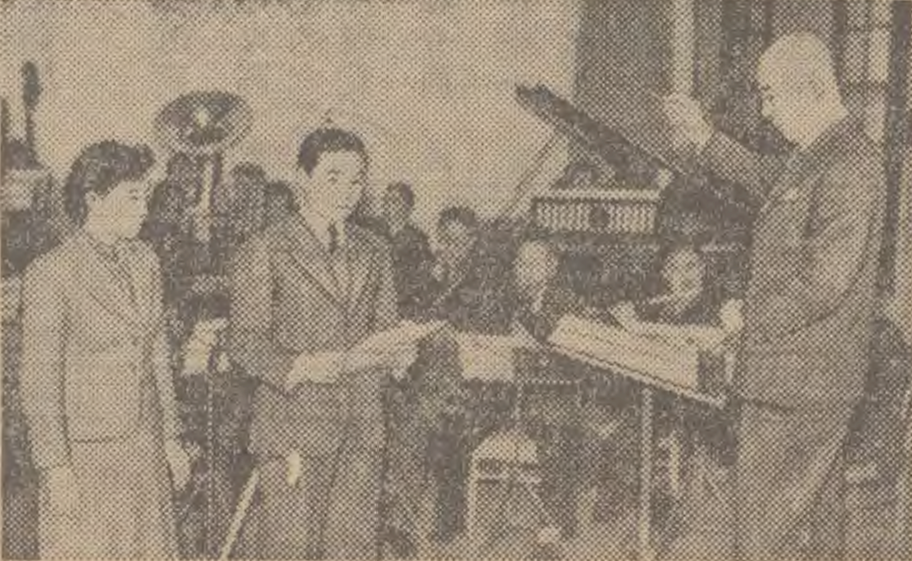
Gravação de 1941 da canção. Da direita para esquerda: Koji Yamada, Huang Shihei, and Ms. Shirakwang.

Marcha das Nações do leste asiático ou Marcha Nacional do Leste Ásiatico (Chinês: 東亞民族進行曲) e ainda, Marcha do Regime Wang Jingwei, é uma canção pan-asiática e Anticomunista de 1941, comumente associada como um hino não-oficial do governo fantoche japonês na China, o Governo Reorganizado da República da China.
| Chinês (Trad.) | Pinyin | Tradução Aproximada |
| --- | --- | --- |
| 大地湧起和平的呼聲， 激動了萬里的大進行。 東亞民族，聯合起來， 互尊獨立，共同防共。 我們是開闢荒野的先鋒， 我們是創造文明的英雄。 大眾齊醒，大眾齊醒， 擔負復興東亞的使命。 已經燃起光明的火炬， 領導著和平的新群眾。 東亞民族，聯合起來， 經濟合作，文化溝通。 我們有保衛東亞的忠忱， 我們有剛毅不拔的決心。 不怕艱辛，不怕艱辛， 發揚東亞民族的精神。 團結東亞同胞六萬萬， 開創了歷史的新紀元。 東亞民族，聯合起來， 攜手共進，同慶凱旋。 我們要撲滅世界的烽煙， 我們要征服正義的反叛。 努力前進，努力前進， 完成東亞共存共榮圈。 | Dàdì yǒngqǐ hépíng de hūshēng, Jīdòngle wànlǐ de dà jìnxíng. Dōngyà mínzú, liánhé qǐlái, Hù zūn dúlì, gòngtóng fáng gòng. Wǒmen shì kāipì huāngyě de xiānfēng, Wǒmen shì chuàngzào wénmíng de yīngxióng. Dàzhòng qí xǐng, dàzhòng qí xǐng, Dānfù fùxīng dōngyà de shǐmìng. Yǐjīng ránqǐ guāngmíng de huǒjù, Lǐngdǎozhe hépíng de xīn qúnzhòng. Dōngyà mínzú, liánhé qǐlái, Jīngjì hézuò, wénhuà gōutōng. Wǒmen yǒu bǎowèi dōngyà de zhōng chén, Wǒmen yǒu gāngyì bù bá de juéxīn. Bùpà jiānxīn, bùpà jiānxīn, Fāyáng dōngyà mínzú de jīngshén. Tuánjié dōngyà tóngbāo liù wàn wàn, Kāichuàngle lìshǐ de xīn jìyuán. Dōngyà mínzú, liánhé qǐlái, Xiéshǒu gòng jìn, tóng qìng kǎixuán. Wǒmen yào pūmiè shìjiè de fēngyān, Wǒmen yào zhēngfú zhèngyì de fǎnpàn. Nǔlì qiánjìn, nǔlì qiánjìn, Wánchéng dōngyà gòngcún gòng róng quān. | A terra se encheu de gritos de paz, Foi emocionante continuar por milhares de quilômetros. Povos do Leste Asiático, unidos, Respeito mútuo e independência, defesa comum do PCC. Somos pioneiros no deserto, Nós somos os heróis que criaram a civilização. As massas acordam, as massas acordam, Empreender a missão de rejuvenescer o Leste Asiático A tocha de luz foi acesa, Liderando as novas massas de paz Povos do Leste Asiático, unidos, Cooperação económica, comunicação cultural Temos a lealdade de defender o Leste Asiático, Temos perseverança e determinação Não tem medo de dificuldades, não tem medo de dificuldades, Levar adiante o espírito da nação do Leste Asiático Unir 60.000.000 de compatriotas do Leste Asiático Uma nova era na história foi inaugurada Povos do Leste Asiático, unidos, De mãos dadas, celebrem juntos o triunfo Queremos extinguir a fumaça do mundo, Devemos vencer a rebelião justa. Esforce-se para seguir em frente, trabalhe duro para seguir em frente Complete a esfera de coexistência e co-prosperidade do Leste Asiático. |

`